# Elektrėnai
Elektrėnai es una ciudad de Lituania, capital del municipio homónimo en la provincia de Vilna. Dentro del municipio, la ciudad es capital de la seniūnija homónima.
En 2011, la ciudad tenía una población de 12 012 habitantes, de los que étnicamente el 83,09% eran lituanos, el 8,62% rusos y el 3,46% polacos.

## Historia
La ciudad fue fundada en 1961 para albergar a los trabajadores de la central eléctrica de Elektrėnai, una central de generación eléctrica de gas natural, fueloil y orimulsión, que fue construida entre 1960 y 1972 junto con el embalse de Elektrėnai. La RSS de Lituania la declaró ciudad en 1962, al año siguiente de su fundación. Es capital municipal desde el año 2000.
Se ubica sobre la autopista A1, a medio camino entre Vilna y Kaunas, en el entorno del embalse de Elektrėnai construido sobre el río Strėva.